# 博比特虫
博比特虫（学名：Eunice aphroditois），是一种水生食肉多毛蠕虫，生活在世界上所有温暖海域，主要見於大西洋，也可在印度洋-太平洋海域發現。
其俗名首見於 1996 年出版的《Coral Reef Animals of the Indo-Pacific》一書，其來源可能是其剪刀一般的頷部令人聯想到轟動一時的博比特夫婦案。
在台灣曾發現約兩千萬年前的生痕化石（洞穴）。

## 外觀
博比特虫是世界上最長的多毛类动物。目前所觀察或捕捉到的個體呈圆柱形，長度可從小於10公分到3公尺長 ，但大多數觀察指出長度平均一公尺，体宽平均2.5厘米。有五只触角与若干对环节。
其外骨骼有多種顏色。剛毛僅用於在海床移動之用。

## 棲地
可在獵物豐富的珊瑚礁中發現博比特虫躲藏其中，其體色使其難以被發現，而細長的身體則適於藏身於狹窄空間進行捕獵。 還有不少地方可見其棲息， 尤其是在砂質與泥質沉積物中，以及岩石與海綿中。 曾於水深達95公尺處發現博比特虫。

## 習性
博比特虫平常藏身於海床底部的軟質沉積物中，以觸角感知獵物並進行伏擊掠食。其捕食器官，由五隻触角及一对颌骨、和被称为“咽腔”的无上肌肉口器组成，被称为“咽头”。它能从内向外反转。当有猎物出现时，其触角将先感受到水流及温度的细微变化。当猎物靠近时，它会以极快的速度突然从地下窜出，用其咽腔与颌骨攻擊猎物，并拖进其于沙砾下方的巢穴。其速度與咬合力有时足以將獵物咬成兩段，甚至足以捕食獅子魚。
根據化石紀錄，兩千萬年前的博比特虫可能與今日的種類採取一樣的獵食行為。
为求自保，有些魚類集體行動，將水流射向博比特虫的蟲穴以迷惑其方向。 由於博比特虫以多種魚類為食，但也吃藻類以及其他生物屍體，故是雜食性生物與分解者。

## 生命週期
對於此蟲之生殖史與生活史尚不清楚，目前認為可能在此蟲尚小（約10公分長）時便會開始生殖。對其有性生殖器官缺乏全面研究，尚不明瞭其繁殖方式，僅認為可能與多毛綱動物相似。多毛綱行體外受精，沒有陰莖，因此雌性在交配後會咬斷雄性陰莖的说法是错误的。
據信其壽命約為三至五年。

### 再生
與許多多毛綱物種一樣，博比特虫也可以分裂成多段進行無性繁殖，然後再生身體部位（例如頭部或尾部）。這使其在掠食者攻擊後得以存活。

## 與水族養殖的關係
並不常有人刻意養殖博比特虫，不過偶爾會在家庭水族箱中發現它；較小的個體可能躲藏在岩石並被放進水族箱而後長大。 由於博比特虫捕食魚類，如在水族箱發現應將其移除，否則可能吃光箱中所有的生物。
由於身體細長、能在岩石上挖洞、身體可捲曲躲藏在小石塊中，而且斷裂後會長成新的個體，要從水族箱清除博比特虫可能相當困難。

## 化石紀錄
在台灣東北部發現，位於細砂岩中的中新世化石洞穴，被認為是博比特虫的洞穴，並依據這些生痕化石將其歸為 Pennichnus屬。洞穴呈L形，長度可達2公尺，垂直部有羽毛狀塌陷結構且佔洞穴長度約40%，而水平部約占長度的50%，兩者之間由一較短的中間部分連接。洞穴入口處平均寬 2.5公分，到了水平部末端逐漸縮小至 2公分。